# Edward Duyker

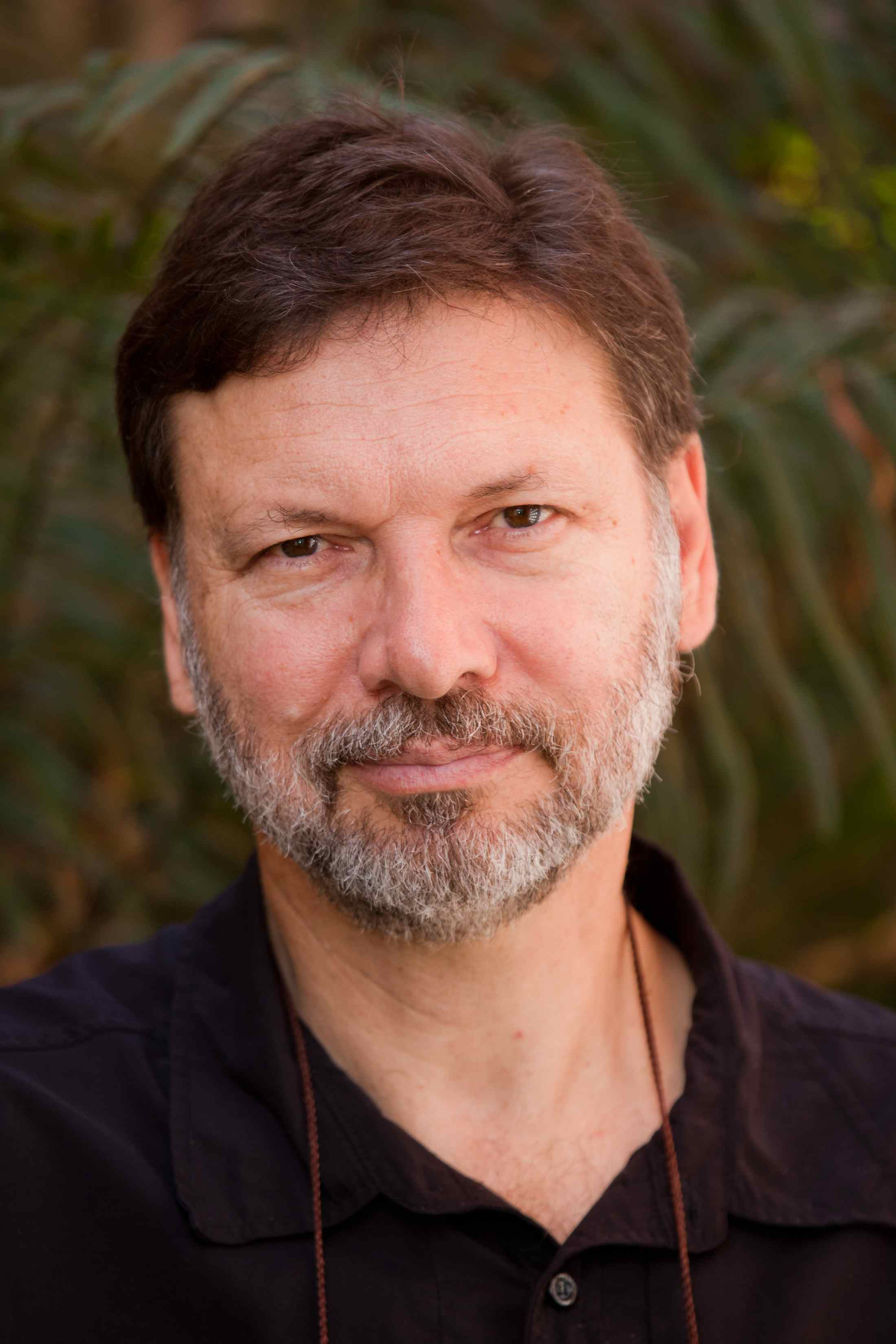
Edward Duyker (2014)

Edward Duyker, född 1955 i Melbourne, är en australisk författare och historiker. Hans far är nederländsk; hans mor är mauritisk. 
Duyker studerade vid La Trobe Universitet och Melbourne Universitet (Ph.D., 1981).
Duyker har skrivit biografier över Daniel Solander (svensk botanist med James Cooks världsomsegling första expeditionen (1768–1771) och Carl von Linnés älsklingslärjunge), Marc-Joseph Marion du Fresne, Jacques-Julien Houtou de Labillardière, François Péron och Jules Dumont d'Urville. Med sin mor han översatte tidskriften av den franska upptäcktsresanden Joseph-Antoine Raymond de Bruny d'Entrecasteaux.
Han blev 2007 ledamot av 'Australian Academy of the Humanities' och hedersprofessor vid Katolska universitetet i Australien (2009–2018).

## Priser och utmärkelser
- Riddare av den fransk förtjänstorden Palmes academiques, 2000

- Centenary Medalj (Australisk), 2003

- Order of Australia Medalj, 2003

- New South Wales Premier’s General History Prise, 2004 (Citizen Labillardière)
- Frank Broeze Maritime History Prise, 2007, (François Péron).
- Médaille de l'Académie de Marine, 2022, (Dumont d'Urville).[1]